# إيزي هوفمان
إيزي هوفمان (بالإنجليزية: Izzy Hoffman)‏ هو لاعب كرة قاعدة أمريكي، ولد في 5 يناير 1875 في Bridgeport, New Jersey ‏ في الولايات المتحدة، وتوفي في 13 نوفمبر 1942 في فيلادلفيا في الولايات المتحدة.

## وصلات خارجية
- إيزي هوفمان على موقعبيزبول رفرنس.كوم (الدوري الرئيسي) (الإنجليزية)
- إيزي هوفمان على موقعبيزبول رفرنس.كوم (الدوري الثانوي) (الإنجليزية)